# Inson
Inson (院尊) est un artiste sculpteur japonais du XIIe siècle, né en 1120, mort en 1199.

## Biographie
Fils ou disciple d'Inkaku, Inson est le principal représentant de l'un des deux principaux courants de la sculpture bouddhique à la fin de la période Heian (Fujiwara) et au début de l'époque Kama Kura. Il est le fondateur de l'École In, ou In-pa, appelée encore: Shichijō'miya Bussho. On sait qu'il passe sa vie d'artiste, particulièrement active  entre 1147 et 1190-99, à travailler à la restauration des statues dans les grands temples de Nara (Tōdai-ji, Kōfuku-ji...). À ce titre, il est le premier à se voir conférer le plus haut titre honorifique de la hiérarchie bouddhique, celui de Hō-in, sceau de la Loi. Aucune de ses œuvres ne nous est parvenue, mais il introduit dans le style traditionnel de Jōchō et de ses descendants, des éléments plus réalistes qui s'épanouissent ultérieurement avec Unkei.